# Historia (studentenvereniging)
Historia is een Leuvense faculteitskring voor studenten geschiedenis.
Historia werd opgericht in 2004, door het samengaan van de geschiedkundige kring Historia en een deel van de klassieke kring Klio (een ander deel sloot aan bij Babylon), dit ten gevolge van de BaMa-hervormingen. Hierdoor behoren nu zowel de studenten Moderne Geschiedenis als de studenten van Oude Geschiedenis tot dezelfde kring. Historia is de tweede grootste faculteitskring binnen Letteren, na Babylon (taal- en letterkunde). De andere kringen van de faculteit Letteren zijn Alfa (archeologie), Mecenas (kunstgeschiedenis), Eoos (taal- en regiostudies) en Musicologica (musicologie).
De zes letterenkringen organiseren geregeld gezamenlijke activiteiten, verenigd onder KOCO Letteren (Kringoverkoepelend Coördinatie-Orgaan), en proberen ook eensgezind hun belangen te verdedigen binnen LOKO. Samen baten zij ook de Fakbar Letteren uit, bestuurd door een jaarlijks verkozen beheerraad. Voor onderwijsdossiers hebben de Leuvense kringen, samen met vertegenwoordigers van de externe KU Leuven campussen van de Letterenfaculteit in Brussel, Antwerpen en Kortrijk CORaaL (CampusOverkoepelende Raad Letteren) opgericht. Als facultair overlegorgaan zorgt CORaaL voor de vertegenwoordiging van de Letterenstudenten binnen de overkoepelende Stura KU Leuven. Tevens zetelen zowel de voorzitter als de ondervoorzitter van CORaaL in het faculteitsbestuur, waar zij het beleid van de Letterenfaculteit actief mee vorm proberen te geven.
Historia verzorgt als studentenvereniging een aantal ontspanningsmomenten tijdens het jaar. Er worden onder meer fuiven, cantussen en thema-avonden georganiseerd. Daarnaast ondersteunt ze de studenten geschiedenis tijdens de studies door het uitbaten van een cursusdienst en door de vertegenwoordiging van de studenten in de Permanente Onderwijscommissie (POC).
Bij aanvang van het academiejaar 2004-2005 werd beslist om het kringlied van Klio over te nemen voor de nieuwe kring, als compromis voor het behouden van de naam Historia. In het begin van het daaropvolgend academiejaar besloot het zittend presidium echter een nieuw kringlied aan te nemen, dat ondertussen wederom is opgeborgen. De kring deed haar naam alle eer aan door het kringlied van voor de samensmelting opnieuw aan te nemen.

## Geschiedenis van de Historische Kring

### Ontstaan
De Historische Kring werd opgericht op 7 februari 1935 onder impuls van Jozef Van Reusel. Eerste preses werd Michiel van Meensel, bijgestaan door Staf Engelen als schrijver en Jef Scheerder als kassier-schachtenmeester. Erevoorzitter werd professor Van der Essen. Het kringleven in de vooroorlogse periode zag er elk jaar ongeveer hetzelfde uit. Er waren jaarlijks zes bijeenkomsten, waarvan de eerste een onthaalvergadering en de laatste een afscheidsvergadering in de Zoete Waters was. De bijeenkomsten daartussen gingen steeds volgens hetzelfde stramien. Eerst was er een serieus gedeelte met een lezing over een (meestal) historisch onderwerp waarna de avond werd afgesloten met een "gezellig samenzijn".

### De oorlogsjaren
Tijdens de oorlog werden deze kringvergaderingen iets om naar uit te kijken, aangezien andere mogelijkheden tot ontspanning moeilijk werden door de bezetting. Vanaf 1942 kwam een nieuwe generatie bestuursleen die de studentikoze traditie van voor de oorlog enkel kenden van horen zeggen en die de Kring minder op regionale bierclubs wilden laten lijken. Steeds meer sprekers werden uitgenodigd in plaats van zelf de lezingen te geven. In 1942 werd ook voor het eerst het traditionele kerstetentje georganiseerd.

### 1944-1953
De Historische Kring kende na de oorlog een periode van grote bloei. Voordrachten maakten nog steeds het leeuwendeel van de activiteiten uit, hoewel ook het culturele aspect meer op de voorgrond trad. In deze periode begon de Kring ook reizen te organiseren naar het buitenland. Onder leiding van Frans Van Molle gingen een twintigtal kringleden op reis naar Parijs in 1947. Ook meer studentikoze ontspanning werd niet uit het oog verloren. Er werden een aantal feestjes georganiseerd die werden opgeluisterd met gezang en volksdansen door de studenten. Tussen 1945 en 1953 was de kring in de eerste plaats een vriendengroep. Dit veranderde in de jaren 50 door de toename van het aantal studenten, waardoor de intimiteit verloren ging.

### 1953-1959
Onder impuls van de preses van 1953, Hugo Van Der Stukken, ging de Kring zich meer richten op ontspanning dan de meer ernstige activiteiten als lezingen. Het aantal lezingen daalde, de doop werd opnieuw georganiseerd en op het kerstetentje werden parodieën op het studentenleven voorgedragen, waar ook proffen in voorkwamen. De kring ging ook deelnemen aan interfacultaire sportactiviteiten. Tussen 1955 en 1961 had de Kring haar intrek in Huize Historia (Onze Lieve Vrouwstraat 32). De sfeer was er optimaal, maar het gebouw zelf was een krot waardoor de studenten het pand in 1961 gedwongen moesten verlaten.

### 1959-1968
Meningsverschillen tussen de professoren erevoorzitters over de richting van de Kring, studentikoos dan wel serieuzer, leidden tot een verstarring. Daar kwam een eind aan in 1959 wanneer Hugo Peeters als eerste preses verkozen werd. Voor het eerst werden kringvergaderingen georganiseerd waar de erevoorzitters niet werden uitgenodigd en de presesverkiezingen werden verder uitgebouwd. De tweede kandidatuur duidde vier mensen aan uit hun midden die willens nillens moesten deelnemen aan de verkiezingen. De winnaar werd preses, de tweede bijna automatisch vicepreses. In de vakantie stelden deze twee dan de rest van het presidium samen, en legden het ter goedkeuring voor aan de erevoorzitters. Na 1968 werd die goedkeuring niet meer gevraagd. In 1959 werd voor het eerst een kringblad uitgegeven. De traditionele kringwerking werd definitief verlaten met de nieuwe statuten van preses Rik Geivers (1961). Historia maakte vooral naam in Leuven door als een van de eerste in januari 1967 een filmavond te organiseren. Op politiek vlak werd geen stelling genomen, maar Historia had in het begin van de jaren 60 toch de naam een Volksuniekring te zijn. Historia zou aanvankelijk als kring ook niet deelnemen aan de januarirevolutie van 1968. De kring was ook compleet verrast door deze revolte, aangezien ze op 16 januari een TD gepland hadden in zaal De Corso. Deze TD kon begrijpelijk niet doorgaan door het ingrijpen van de Rijkswacht. Pas vanaf 17 januari, wanneer de professoren zich achter de studenten schaarden, riep ook preses Louis Vos op tot strijd voor de Vlaamse en democratische rechten. De kring deelde echter nooit de radicale standpunten van het SVB.

### 1968-1972
De democratiseringsgolf van 1968 had ook haar invloed op de kringstructuren. Voor het eerst werd een poging gedaan de basis in het bestuur te betrekken door naar hen te luisteren op volksvergaderingen en in 1968 werd de stemprocedure veranderd. Vanaf dan moest men als ploeg opkomen en niet meer individueel. In deze periode zou de kring ook voor het eerst enige inspraak krijgen in het bestuur aan de universiteit: de studenten kregen een stem in de faculteitsraad. Sinds 1968 waren de activiteiten binnen de Kring in aantal afgenomen maar ze waren nooit volledig stilgevallen. In de periode 1970-1972 was het vooral op initiatief van buiten het Kringbestuur geweest dat de traditionele activiteiten zoals de doop en het kerstetentje, doorgingen. Fuiven werden georganiseerd met Klio of Katechetika. Op cultureel gebied zijn enkel twee kleinkunstavonden georganiseerd en ook op sportief gebied gebeurde er in de periode 70-72 nog weinig.

### 1972-1975
In de periode 1972-1975 zien we de hergeboorte van de Kring omdat het jaar ervoor er geen overkoepelende kringwerking was in de traditionele zin van het woord. Op 4 mei 1972 volgde een belangrijke kringvergadering waar men overlegde welke richting de Kring uit moest gaan. Er werd beslist om opnieuw met een 'ouderwets' presidium te werken omdat men het bewezen achtte dat de politieke werkgroepen niet naar verwachting hadden gefunctioneerd. Jan De Maeyer werd in oktober 1972 als tweede kan'er preses van de Historische Kring. Men zocht een preses in de tweede kandidatuur wegens het lage studentenaantal dat jaar in eerste licentie (slechts 14). Ook in de tweede kandidatuur zaten slechts 23 studenten. Hoofddoel van de kring was het samenbrengen van mensen. Daarnaast wilde men het onderwijs verschaft door de universiteit aanvullen met reizen en lezingen en ten slotte zou men de ludieke studentikoze activiteiten niet uit het oog verliezen. De Maeyer slaagde erin om de kring een nieuwe weg te doen inslaan: het Ancien Regime werd verlaten.

### 1975-1979
In de periode 1975-1979 werd de politiek meer en meer op de achtergrond geplaatst in de Historische Kring. In deze periode werd ook voor het eerst een studentensecretariaat opgericht in het nieuwe Erasmushuis. Preses André Vranken overtuigde het departementsbestuur dat het nuttig was voor de kringwerking en de contacten met het departement indien de studenten een bureau als secretariaat zouden mogen inrichten. Het lokaal 05.14 en vanaf oktober 1979 het lokaal 05.18 zou die functie tot 1986 blijven vervullen. Het lokaal groeide uit tot het kloppend hart van de kring. In deze periode werden activiteiten ook meer en meer georganiseerd door het presidium zelf, niet meer door leden uit de 'basis'. Daarnaast werden er lidkaarten verkocht waarmee kortingen op cursussen en activiteiten bekomen konden worden. In 1977 werd beslist om geen politieke standpunten meer in te nemen als kring, tenzij het onderwerpen betrof die ook de studenten zelf aanbelangden zoals de studiebeurzenproblematiek in november 1977.

### 1979-1981
Begin jaren 80 kreeg de kring een nieuwe impuls door het aantreden van enkele nieuwe, progressieve krachten. Door de stagnerende economie daalde wel het aantal studenten geschiedenis. In 1979 verhuisde de fakbar Letteren & Wijsbegeerte van de Bogaardenstraat 9 naar de Blijde Inkomststraat 11. De KU Leuven had namelijk het gebouw verkocht aan een financiële instelling waarvoor de huizen aan de Bogaardenstraat moesten wijken. Nadat de kring zijn lokaal in het Erasmusgebouw kwijt raakte in 1986, verhuisde men dan ook naar een lokaal boven de fakbar, op de eerste verdieping. Ondanks deze vernieuwingen, kreeg de kring begin jaren 80 echter al gauw te maken met een gebrek aan enthousiasme, zowel bij de leden als het presidium. Men beperkte zich tot het organiseren van de traditionele activiteiten.

### 1981-1986
In de periode 1981-1986 beschikte de Kring voor korte tijd over een eigen fakbar. Deze sloot al in 1984, waardoor de Historische Kring terugkeerde naar de fakbar Letteren en Wijsbegeerte. De kringwerking stond in deze periode vooral in het teken van de opvang van eerste kandidatuurstudenten. Daarnaast ging de kring zich ook meer en meer richten op het gezellig samen zijn in de fakbar. Het aantal activiteiten nam nu snel toe. Naast de traditionele fuiven, werden ook uitstappen georganiseerd. Ook op sportief vlak nam de kring deel aan tal van activiteiten: naast de 24-urenloop van VTK, werden ook een aantal sportactiviteiten binnen de kring georganiseerd. Ten slotte behoorden ook enkele reizen tot het pakket. Zo organiseerde de kring een reis naar Praag, waar een uit de hand gelopen weddenschap leidde tot het stelen van Russische en Tsjechische vlaggen, een grap waar de Tsjechische politie, die een aantal personen op heterdaad betrapte en opsloot, niet mee kon lachen. Na onderhandelingen van professor Wils en Luc Duerloo werd een 'boete' betaald aan de agenten in kwestie en waren de grappenmakers op vrije voeten. Toen na de terugkomst in België op een Tsjechische Avond in de fakbar bleek dat er toch een aantal vlaggen in Leuven waren terechtgekomen, schoot professor Wils in een van zijn bekende woedebuien. Nog een opmerkelijk feit is dat in 1984 de eigenlijke lolploeg verkozen raakte. Dit werd echter niet openbaar gemaakt, waardoor de officiële kandidaten toch nog hun mandaat konden opnemen. We zien ook dat in de periode na 1970 er steeds een verdere verwijdering was ontstaan tussen de professoren en de studenten.

### 1986-2004
Deze trend zou zich blijven doorzetten. Vanaf 1986 zouden studenten en professoren naast elkaar bestaan. Maar die evolutie zou echter ook op een andere manier worden doorbroken. Eveneens vanaf 1986 zou de nieuw opgerichte Leuvense studentenkoepel streven naar inspraak in de universiteit. Dit streven kende haar sluitstuk in 2005-2006, wanneer LOKO vertegenwoordigers ook een zetel verkregen in de Raad van Bestuur van de KU Leuven. Historia ontwikkelde zich in deze periode tot een volledig studentikoze vereniging, met als kloppend hart de fakbar Letteren. Een van de presessen in deze periode was Saïd El Khadraoui.

### 2004-heden
In 2004 werd beslist om ook Historia te hervormen. Ten gevolge van de BaMa-hervormingen werd Historia VZW opgericht uit de fusie van de vroegere geschiedkundige kring Historia en een deel van de klassieke kring Klio (een ander deel sloot aan bij Babylon). Een van de nieuwe elementen van het vernieuwde Historia was het kringblad Hermes (2004-). De samensmelting met Klio verliep dus erg vlot. Op die basis werd de volgende jaren voortgebouwd. Naast de traditionele activiteiten, werden naar de traditie van voor de jaren tachtig opnieuw de banden met de professoren weer aangehaald, wat onder meer resulteerde in lezingen, proffenvertelavonden en cultuuruitstappen naar Aken, Keulen, Parijs en Versailles. In 2005 werd ook de eerste Historiaquiz georganiseerd. Onder impuls van Historia en in samenwerking met de andere Letterenkringen werd datzelfde jaar bovendien voor het eerst het Interletteren-Toernooi georganiseerd. Ten slotte werd in 2005 door LOKO ook nieuwe statuten voor de kringverkiezing opgelegd. Vanaf 2006 moeten ook de LOKO-vertegenwoordigers van de kring, naast de onderwijsverantwoordelijke, de Preses, Vice-preses en Vice-preses Financiën worden verkozen met een minimumopkomst van 10% van de leden van de kring om de verkiezing geldig te maken. 
In het academiejaar 2009-2010 vierde de historische kring zijn 75-jarig bestaan met een academische zitting, plechtige cantus, jubileumfeest en overzichtstentoonstelling. Het jaar nadien werden de statuten en het huishoudelijk reglement op punt gesteld, werd er voor het eerst sinds lang een ISHA-seminarie (International Students of History Assocation) georganiseerd met als onderwerp "History used as Propaganda" en organiseerde de kring voor het eerst een jobinfoavond. Al deze initiatieven passen in de steeds bredere focus die de kring sinds 2004 ontwikkeld heeft. In plaats van zich louter toe te leggen op studentikoze activiteiten, heeft de kring in toenemende mate aandacht voor het onderwijsaspect, de internationalisering en het 'leven na Leuven'. Dat laatste zorgde overigens mee voor de toenadering in 2012 tot de Vereniging Historici Lovanienses (VHL), de alumnivereniging voor Leuvense historici.

## Bekende voormalige leden
- em. prof. dr. Jan De Maeyer
- Saïd El Khadraoui
- em. prof. dr. Emmanuel Gerard
- Kris Hoflack
- prof. dr. Patrick Pasture
- prof. dr. Frankie Schram
- prof. dr. Paul Trio
- em. prof. dr. Leen Van Molle
- em. prof. dr. Louis Vos